# فرانسوا ماسيالوت

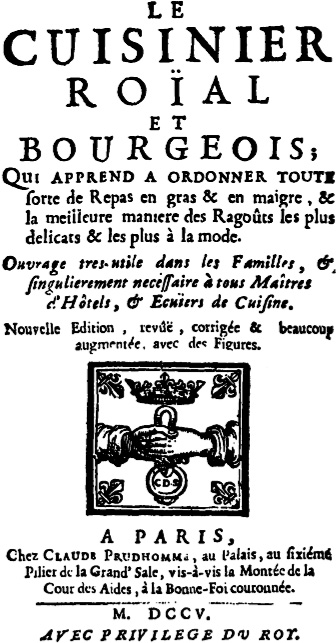
صفحة عنوان Le Cuisinier roïal et bourgeois، qui apprend à ordonner toute ſorte de Repas en gras & en maigre، & la meilleure maniere des Ragoûts les plus delicats & les plus à la mode. Ouvrage tres-utile dans les Familles، & ſingulierement neceſſaire à tous Maîtres d'Hôtels، & Ecuiers de Cuiſine. باريس ، كلود برودوم ، 1705.

كان فرانسوا ماسيالوت (ليموج 1660 - باريس 1733) طاهياً فرنسياً خدم كرئيس الطهاة (ضابط دو بوتش) لمختلف الشخصيات اللامعة، بما في ذلك فيليب الأول ودوق أورليانز وشقيق لويس الرابع عشر وابنه فيليب الثاني ديوك لأورليان، الذي كان أول دوك دي شارتر ثم ريجنت، وكذلك دوك دومون، الكاردينال ديستريس، وماركيز دي لوفوا. ظهر كتابه " Le cuisinier ro etal et bourgeois" لأول مرة، بشكل مجهول، كمجلد واحد في عام 1691، وتم توسيعه إلى مجلدين (1712) ثم ثلاثة مجلدات، في الطبعة المنقحة من 1733-1734. كتابه الأقل كتابًا، Nouvelle instruction pour les confitures ، les liqueurs et les fruit ،  (باريس، شارل دي سيرسي)، ظهر أيضًا، بشكل مجهول، في عام 1692.
يصف Massialot نفسه في مقدمته بأنه «طباخ يجرؤ على تأهيل نفسه ملكيًا، ولا يخلو من السبب، لأن الوجبات التي يصفها... قد تم تقديمها جميعًا في المحكمة أو في منازل الأمراء ولأشخاص من المرتبة الأولى». تشمل الأماكن التي خدم فيها Massialot المآدب Château de Sceaux ،  Château de Meudon ،  وفرساي. كان هناك ابتكار في كتاب Massialot وهو ترتيب الحروف الأبجدية، «خطوة نحو قاموس الطهي الأول» يلاحظ باربرا ويتون؛  قارنت Wheaton التغييرات التي تم إجراؤها في طبعات Massialot المختلفة: فنجان من النبيذ الأبيض في سمكة ما يجعل ظهورها متأخرًا بشكل مفاجئ، في عام 1703. الحلويات جعل أول ظهور له تحت اسم مألوف في Massialot، الذي يرجع اليه الفضل أيضا مع بروليه كريم، الذي كان ذاب تحتل المرتبة الأولى السكر وأحرقوا مع مجرفة النار ملتهب.
تم استخدام أعمال Massialot ، التي تُرجمت إلى اللغة الإنجليزية باسم The Court and Country Cook (1702) وغالبًا ما تمت إعادة طباعتها، بواسطة طهاة محترفين حتى منتصف القرن الثامن عشر.

## روابط خارجية
- يعمل من قبل أو حول فرانسوا ماسيالوت